# Massimo Bertozzi
Massimo Bertozzi (* 21. September 1951 in Massa) ist ein italienischer Kunsthistoriker, Kunstkritiker, Kurator und Autor.

## Leben
Massimo Bertozzi wurde am 21. September 1951 in der toskanischen Stadt Massa geboren. Nach dem Abitur nahm Bertozzi ein Studium der Literaturwissenschaften an der Universität Pisa auf, welches er 1975 erfolgreich abschließen konnte.
Von 1988 bis 2018 war Bertozzi Angestellter der Provinz Massa-Carrara, wobei seine Tätigkeit für die Provinz zweimal (2002 bis 2003, 2008 bis 2013) durch Arbeitseinsätze für die Gemeinde Massa unterbrochen wurde.

### Kurator am Palazzo Ducale in Massa
Massimo Bertozzi war als Kurator über zwei Jahrzehnte am Palazzo Ducale beschäftigt, wo er zahlreiche prestigeträchtige Ausstellungen zu historischen Themen kuratiert hat, die international Beachtung fanden: darunter I Marmi degli Zar. Gli scultori carraresi all’Ermitage e a Petergof (Marmorkunst der Zaren. Bildhauer aus Carrara in der Ermitage und in Schloss Peterhof), La lanterna della pittura. L’adolescente dell’Ermitage e i disegni di Casa Buonarroti: Michelangelo e l’idea della scultura (Die Laterne der Malerei. Der Jüngling der Eremitage und die Zeichnungen der Casa Buonarroti. Michelangelo und die Idee der Skulptur), Sotto il Cielo di Roma. Scultori europei dal barocco al verismo nelle Collezioni dell’Ermitage (Unter dem Himmel Roms. Europäische Bildhauer vom Barock bis zum Verismus in den Sammlungen der Ermitage).

### Museo Gigi Guadagnucci und Palazzo Cucchiari
Bertozzi war Gründungsdirektor des Museo Gigi Guadagnucci in der Villa Rinchiostra in Carrara, das er bis 2018 leitete.
Derzeit ist Bertozzi Kurator am Palazzo Cucchiari in Carrara, wo er für mehrere Ausstellungen verantwortlich zeichnete: Canova e i Maestri del Marmo (Canova und die Meister des Marmors), Dopo Canova. Percorsi della scultura a Firenze e a Roma (Nach Canova. Bildhauerei in Florenz und Rom), Colori e forme del lavoro: da Signorini e Fattori a Pellizza da Volpedo e Balla (Farben und Formen der Arbeit: von Signorini und Fattori bis Pellizza da Volpedo und Balla).
Außerdem hat er bedeutende Ausstellungen zeitgenössischer Künstler eingerichtet, darunter für Carlo Sergio Signori, Gigi Guadagnucci, Adriana Piuncherle, Julio Silva, Giuliano Vangi, Pino Castagna, Antonio Possenti, Aurelio Amendola, Novello Finotti, Mario Ginocchi, Vito Tongiani, Piero Mosti, Ivan Theimer, Yoshin Ogata, Claudio Cargiolli, Giuseppe Rivieri, Pier Giorgio Balocchi, Luca Pignatelli, Andrea Martinelli.

### Gestaltung von öffentlichen Plätzen in Massa
Für die Stadt Massa hat Bertozzi in Zusammenarbeit mit unterschiedlichen Künstlern mehrere öffentliche Plätze gestaltet: Auf der Piazza del Mercato den Brunnen Il Trionfo di Afrodite von Vito Tongiani, auf der Piazza del Mercato die Statue Anubi von Novello Finotti, die Piazza dei Coccodrilli mit Girolamo Ciulla und auf der Piazza Bad Kissingen das Denkmal In pietra alpestre e dura von Pino Castagna.

## Kuratierte Ausstellungen (Auswahl)
- 1990: Sotto il Cielo di Roma. Scultori europei dal barocco al verismo nelle Collezioni dell’Ermitage (Unter dem Himmel Roms. Europäische Bildhauer vom Barock bis zum Verismus in den Sammlungen der Ermitage)
- 1996: I Marmi degli Zar. Gli scultori carraresi all’Ermitage e a Petergof (Marmorkunst der Zaren. Bildhauer aus Carrara in der Ermitage und in Schloss Peterhof)
- 2000: La lanterna della pittura. L’adolescente dell’Ermitage e i disegni di Casa Buonarroti: Michelangelo e l’idea della scultura (Die Laterne der Malerei. Der Jüngling der Eremitage und die Zeichnungen der Casa Buonarroti. Michelangelo und die Idee der Skulptur)
- 2015: Canova e i Maestri del Marmo (Canova und die Meister des Marmors)
- 2016: Vedute del Gran Tour dal Museo Ermitage e paesaggi apuani da collezioni italiane
- 2017: Dopo Canova. Percorsi della scultura a Firenze e a Roma (Nach Canova. Bildhauerei in Florenz und Rom)
- 2018: Colori e forme del lavoro: da Signorini e Fattori a Pellizza da Volpedo e Balla (Farben und Formen der Arbeit: von Signorini und Fattori bis Pellizza da Volpedo und Balla)
- 2019: III biennale dell'acquerello e del disegno

## Werke (Auswahl)
- Vito Tongiani. Il peso degli oggetti. 1973–1985. Grafis, Bologna 1986.
- Julio Silva. All’inizio del verbo era l’immagine. CD&V–Provincia di Massa Carrara, Florenz/Massa 2006, ISBN 88-6147-000-9.
- Massa. Sagep, Genua 1985.
- mit Vito Tongiani: Giacomo Puccini – Das Denkmal von Vito Tongiani in Lucca. Res Novae Verlag, 2021, ISBN 978-3981825534